# Bonbon piment

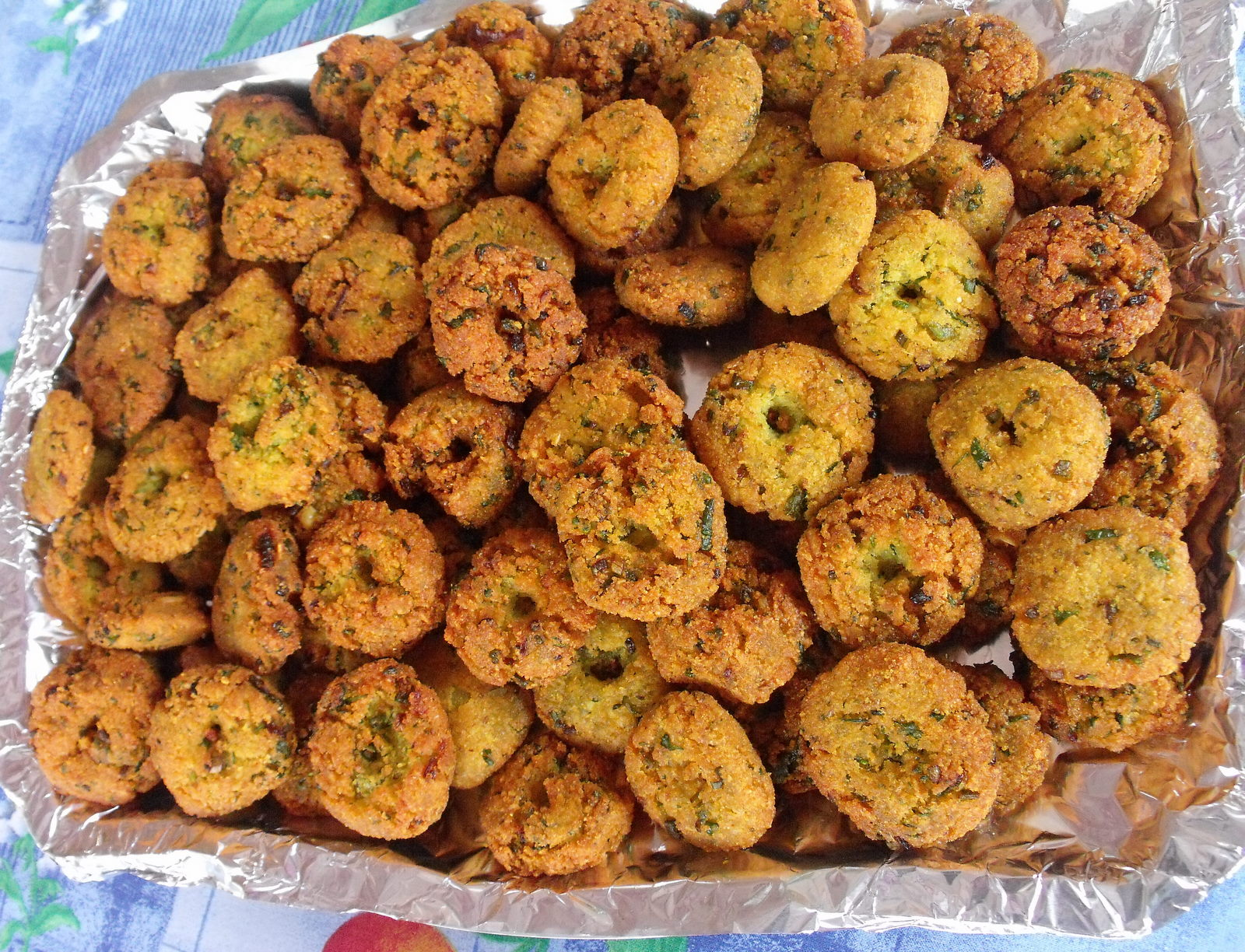
Des bonbons piment.

Le bonbon piment est un petit beignet salé et épicé de l'île de La Réunion et de l'île Maurice, où il est connu sous le nom de gâteau piment. Il y aurait été importé par les travailleurs engagés originaire du sous-continent indien, au XIXe siècle. On peut d'ailleurs lui trouver des ressemblances avec le falafel qui serait, lui aussi, originaire du sous-continent indien. Le bonbon piment est très similaire au snack indien vada.
Élaborée à partir de lentilles ou de pois du Cap finement hachés, la pâte est assaisonnée de piment, de coriandre, de curcuma, de ciboulette ou oignon vert, de cumin et de gingembre. Cette pâte est modelée en boulettes aplaties de quatre centimètres environ puis jetées dans l'huile.
Comme le samoussa et le bouchon, le bonbon piment se mange en friandise, en apéritif ou dans un pain.